# Măsură pentru măsură
 Măsură pentru măsură  (în original,  Measure for Measure ) este o piesă de William Shakespeare, despre care se crede că ar fi fost scrisă în 1603 sau în 1604. Deși jucată prima dată în decembrie 1604, piesa nu a fost publicată până în 1623, în celebra ediție cunoscută ca First Folio, în care fusese clasificată comedie.  Clasificarea de comedie este conformă cu sfârșitul piesei, care nu este tragic.
Temele predominante ale acestei piese shakesperiane sunt mila, virtutea, înțelegerea, justiția, adevărul și relația acestora cu mândria și smerenia, conform citatului „mortalitate și milă în Viena” (în original, mortality and mercy in Vienna).
Measure for Measure este adesea caracterizată ca fiind una din piese Bardului care ridică probleme „tipic shakespeare-ne”. Deși fusese și continuă a fi categorisită ca o comedie, tonul său și plasarea acțiunii piesei par a contrazice constant așteptările celor care o citesc sau o privesc în această cheie.

## Lista personajelor
Prezenta listă reproduce identic lista personajelor primei ediții, din anul 1623, First Folio. Explicarea rolului personajelor a fost adaptată limbii române.
- Vincentio, Ducele Vienei;
- Angelo, adjunct al Ducelui în absența sa;
- Escalus, un domn în vârstă, adjunct (secund) al Ducelui, în absența sa;
- Claudio, un domn tânăr, fratele Isabellei;
- Lucio, un (personaj) fantastic;
- Încă doi domni, prieteni al lui Lucio;
- Varrius, un domn, servitorul Ducelui;
- Provost;
- Thomas, călugăr;
- Peter, călugăr;
- Un judecător;
- Elbow, un simplu polițist;
- Froth,  un gentleman prostuț/aiurit;
- Clown,  servitorul Doamnei Overdone
- Abhorson, un călău
- Barnardine, o prizonieră depravată;
- Isabella, sora lui Claudio, o ucenică călugăriță;
- Mariana, logodită cu Angelo;
- Juliet, iubita lui Claudio;
- Francisca, o călugăriță;
- Doamna Overdone, o doamnă (de indecisă caracterizare, probabil o curtezană);
- Nobilime, domni, gărzi, ofițeri și alți însoțitori.

Acțiunea piesei se petrece la Viena.

## Desfășurarea acțiunii

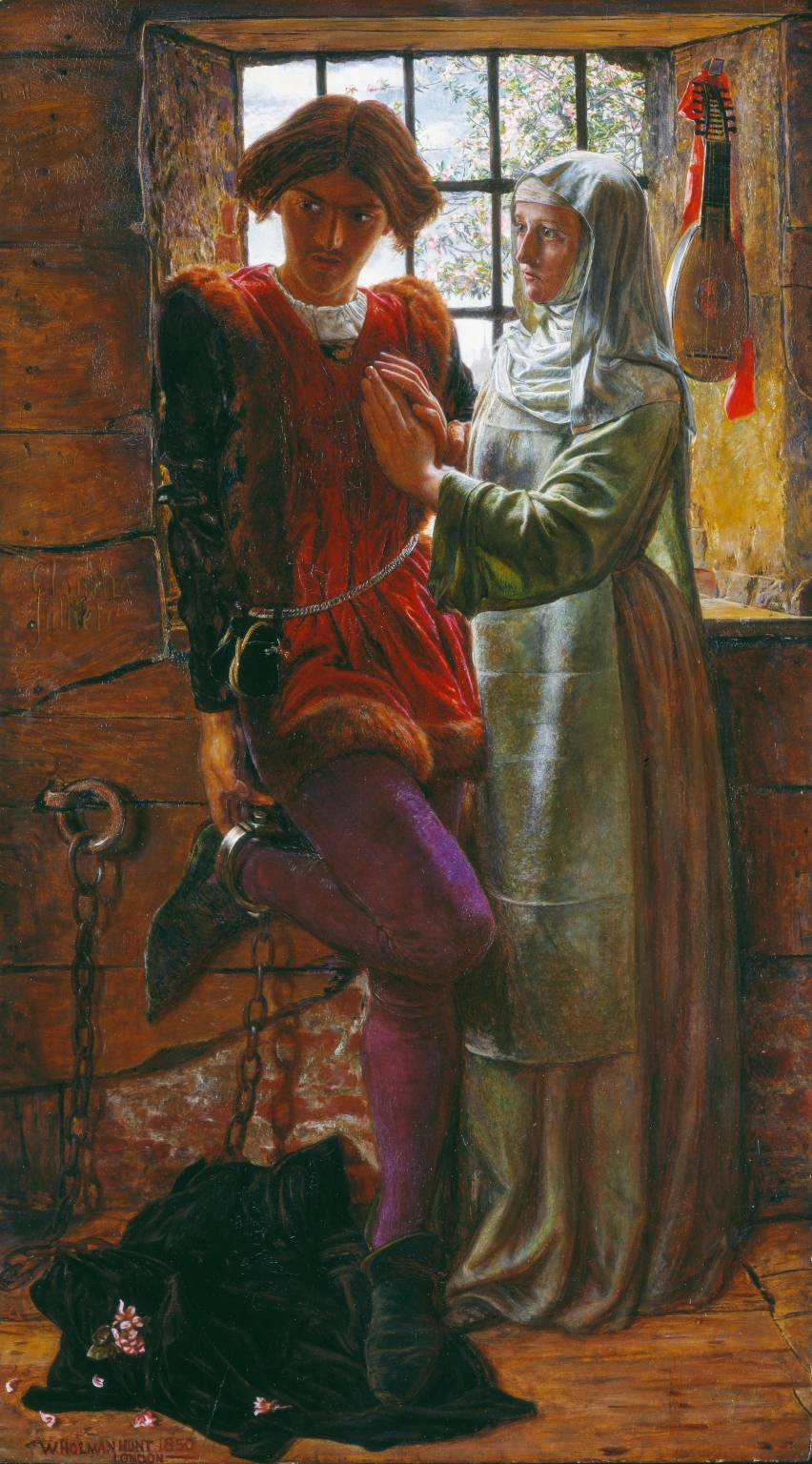
Claudio and Isabella (1850) pictură de William Holman Hunt.

Vincentio, Ducele Vienei, își face cunoscută intenția de a părăsi orașul într-o misiune diplomatică.  Ca atare, lasă conducerea orașului în mâinile unui judecător foarte strict, Angelo.
În scena următoare, un grup de soldați, aflați pe străzile Vienei, își exprimă opiniile în legătură cu un inerent război cu Ungaria, la care speră să poată participa.  Mistress Overdone, o „madam” a unei „case de plăceri,” a cărei clienți frecvenți erau și acești soldați, apare și le spune că "Signor Claudio," (care ar valora - după vorbele ei - cât cinci mii de soldați) a fost arestat și că va plăti cu tăierea capului (în următoarele trei zile) ca pedeapsă pentru că a lăsat-o însărcinată pe doamna Julieta (conform originalului, "within these three days his head to be chopped off" as punishment for "getting Madam Julietta with child").